# Sörbyn
Sörbyn is een dorp (småort) binnen de Zweedse gemeente Boden. Het ligt op de plaats waar zijrivier Abramsån en hoofdrivier Råneälven samenvloeien. Administratief valt ook het kleinere Sundnäs onder Sörbyn; tezamen hebben ze 221 inwoners. 
Het dorp heeft een toeristische attractie in de vorm van een 10000 kilogram zware ertssteen uit de mijnen rondom Gällivare die hier in 1994 in het plaatselijk park is geplaatst. De steen is ter nagedachtenis aan Per Andersson (1644-1729) die sinds 1741 wordt beschouwd als de ontdekker van die ertsen. Ook kent het dorp nationale bekendheid door de midzomerfeesten die hier worden gehouden. 
Noteer: In Zweden zijn er wel 32 dorpen met deze naam.